# Fontaine-lavoir de Sennecey-le-Grand
La fontaine-lavoir de Sennecey-le-Grand est une fontaine et un lavoir situés sur le territoire de la commune de Sennecey-le-Grand dans le département français de Saône-et-Loire et la région Bourgogne-Franche-Comté.

## Historique
Elle fait l'objet d'une inscription au titre des monuments historiques depuis le 10 septembre 1941.